# Muzeum Sopotu
Muzeum Sopotu – muzeum historyczne w Sopocie, samorządowa instytucja kultury miasta, założone w 2001. Placówka dokumentuje historię miasta i regionu w ekspozycji stałej i wystawach czasowych.

## Historia
Założone z okazji 100-lecia miasta muzeum mieści się w zabytkowej willi Claaszena z 1903, ul. Poniatowskiego 8, róg al. Wojska Polskiego, (nazywanej też przez mieszkańców al. Prominentów), wybudowanej przez gdańskiego kupca Ernsta Claaszena. Pierwszy właściciel był z zamiłowania kolekcjonerem antyków i dzieł sztuki, rodzinną pasją Claaszenów była gdańska sztuka i kultura.
W ramach adaptacji i prac konserwatorskich (2001-2006) przywrócono pierwotny stan budynku oraz wzbogacono go o nowe funkcje związane z działalnością muzeum. Reprezentacyjne pomieszczenia na parterze, odrestaurowane na podstawie dokumentacji fotograficznej, podarowanej w 2001-2003 przez córkę pierwszego właściciela willi Ruth Koch (de domo Claaszen) mieszczą stałą ekspozycję zabytkowych wnętrz mieszczańskiej rezydencji z epoki. Na piętrze w dawnych sypialniach mieszczą się wystawy zmienne, na poddaszu ulokowano pracownie i biura. W piwnicy znajdują się pomieszczenia restauracyjne, w budynku zainstalowano windę dla osób niepełnosprawnych. Rewitalizacji poddano również rozległy ogród, zrekonstruowano także ogrodzenie posesji. Muzeum jest położone kilkanaście metrów od plaży, w ciągu popularnego wśród turystów pasa nadmorskiego.

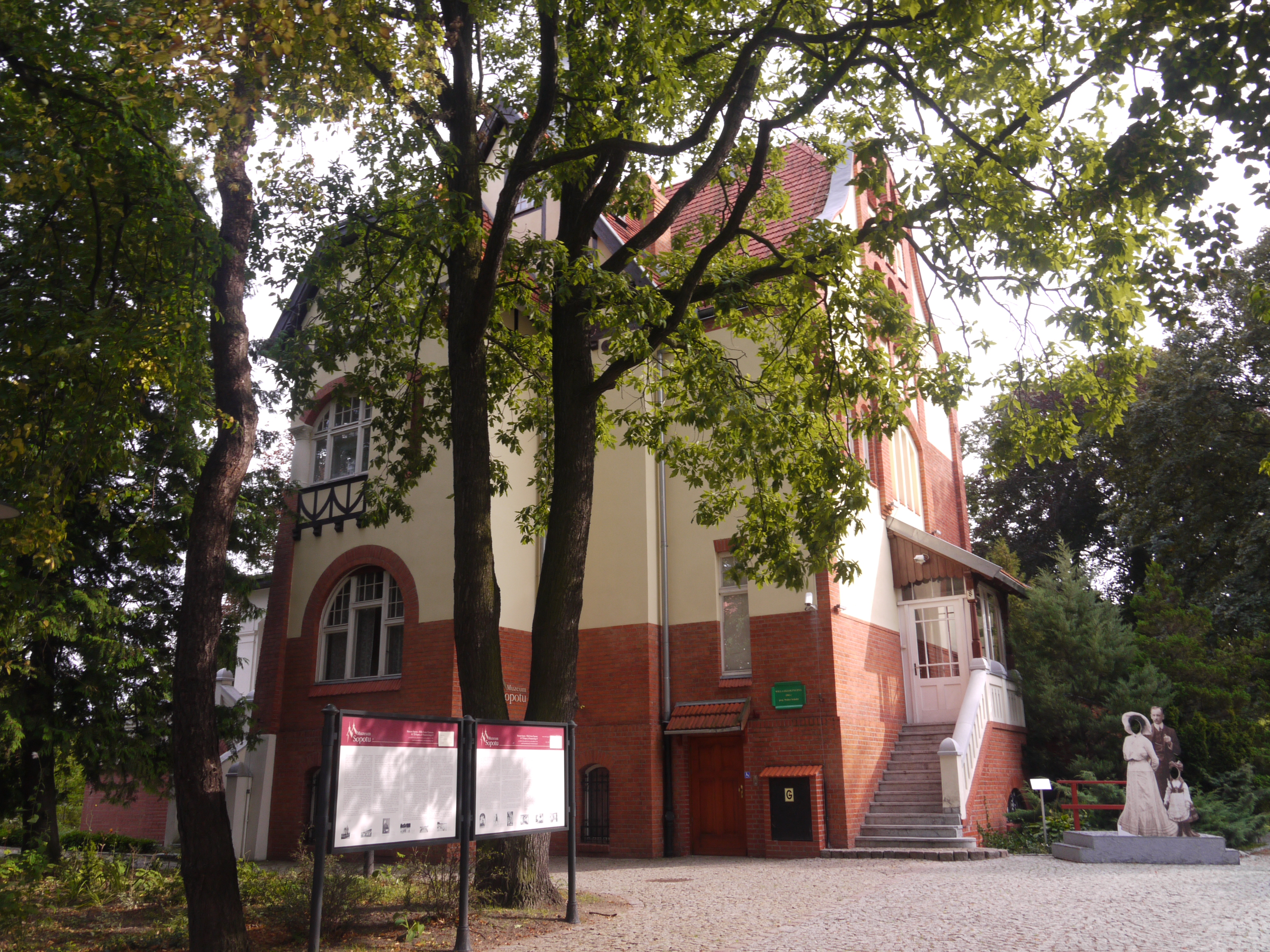
Wejście do muzeum

Muzeum gromadzi zbiory malarstwa, grafiki, rzeźby, ceramiki, rzemiosła artystycznego oraz archiwalia związane z miastem i regionem: fotografie, dokumenty, mapy, pocztówki i publikacje. Muzeum zorganizowało kilkadziesiąt wystaw czasowych, odbywają się tu odczyty, wykłady, projekcje filmów, koncerty (również plenerowe w ogrodzie), wieczory literackie i spotkania autorskie. Muzeum redaguje i wydaje Kronikę Muzeum Sopotu, opisującą dzieje miasta i sopocian.
Za wystawę „Sopocianie 1945–1948”, dokumentującą życie mieszkańców kurortu w pierwszych powojennych latach, Muzeum Sopotu otrzymało prestiżową nagrodę Sybilla w konkursie na muzealne wydarzenie 2013, organizowanym przez Narodowy Instytut Muzealnictwa i Ochrony Zabytków.
W 2016 muzeum zwiedziło 5627 osób, a w 2017 – 11412 osób.

## Dyrektorzy
- Małgorzata Buchholz-Todoroska (2001–2014)
- Małgorzata Lisiewicz (2015–2018)
- Karolina Babicz-Kaczmarek (od 2018)

## Rada Muzeum
- prof. dr hab. Tadeusz Stegner[5] (Uniwersytet Gdański) – przewodniczący